# Leroy (Canada)
Leroy is een plaats (town) in de Canadese provincie Saskatchewan en telt 413 inwoners (2001).